# Parapoynx stratiotata
Parapoynx stratiotata là một loài bướm đêm thuộc họ Crambidae. Nó được tìm thấy ở châu Âu.

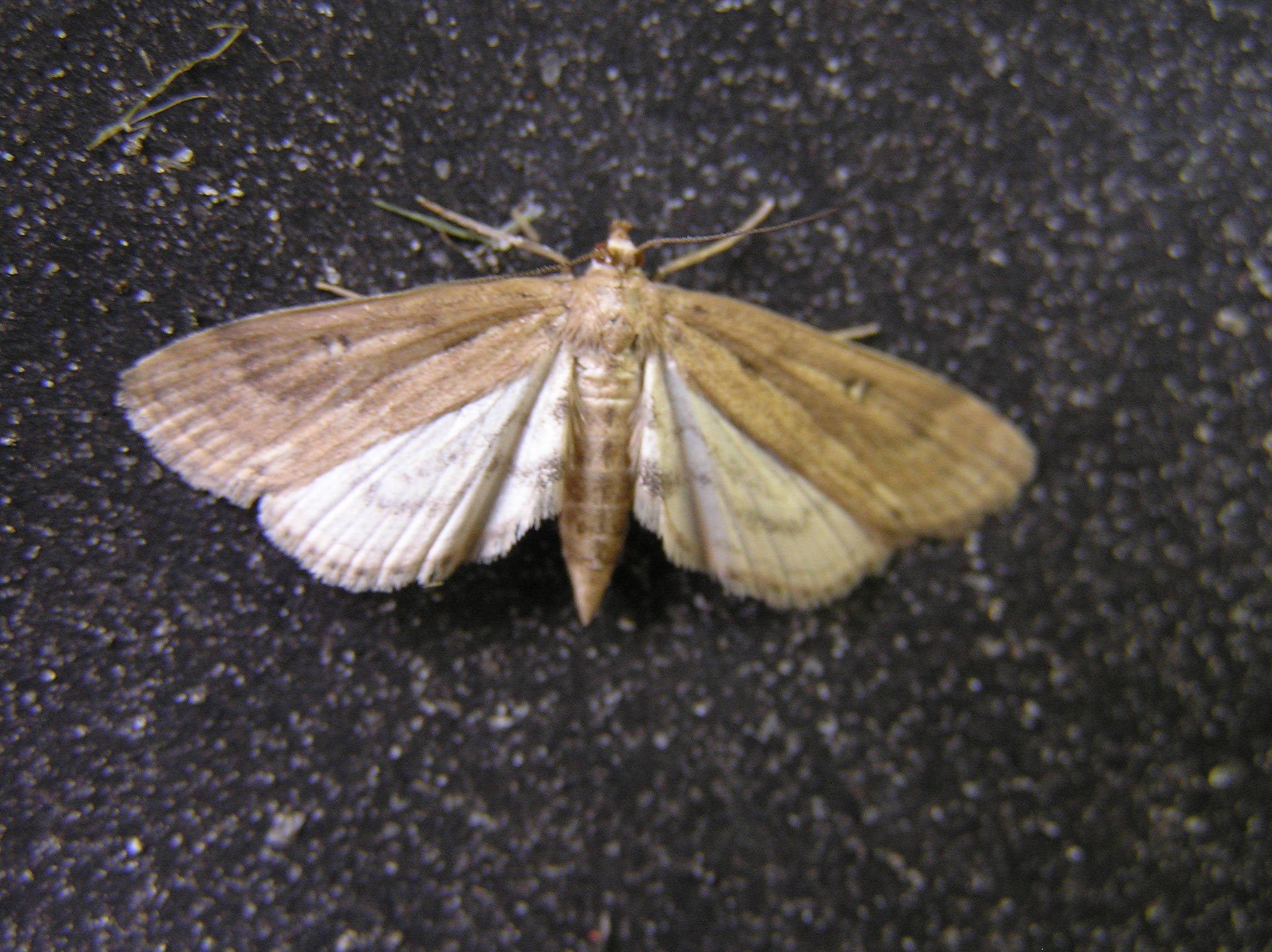
con cái

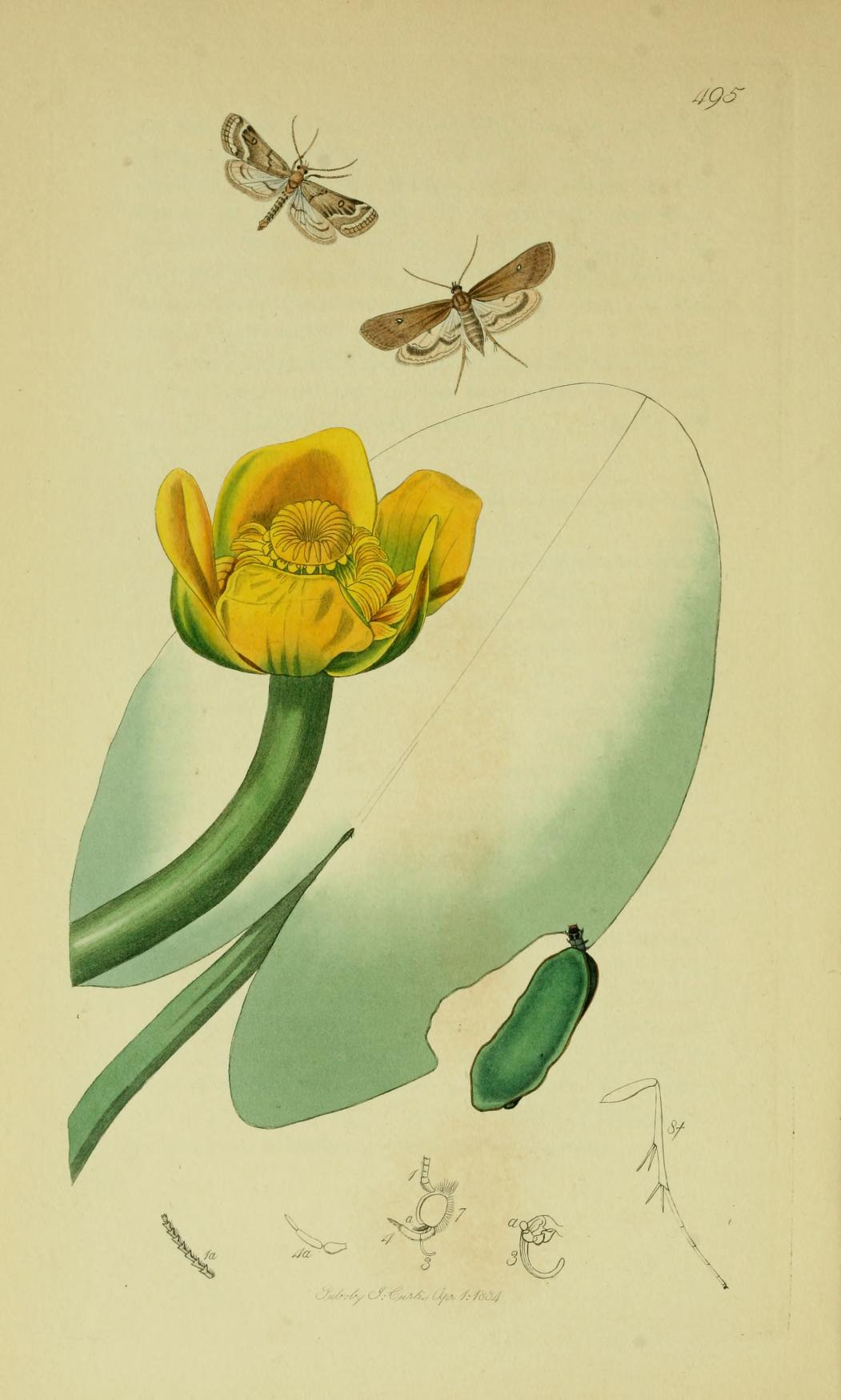
Hình minh họa của John Curtis's British Entomology Volume 6

Sải cánh dài 20–24 mm đối với con đực và 28–30 mm đối với con cái. Con trưởng thành bay từ tháng 5 đến tháng 9 tùy theo địa điểm.
Ấu trùng ăn Nymphaea alba, Potamogeton, Callitriche, Ceratophyllum demersum, Elodea canadensis, Nuphar lutea và Stratiotes.

## Hình ảnh

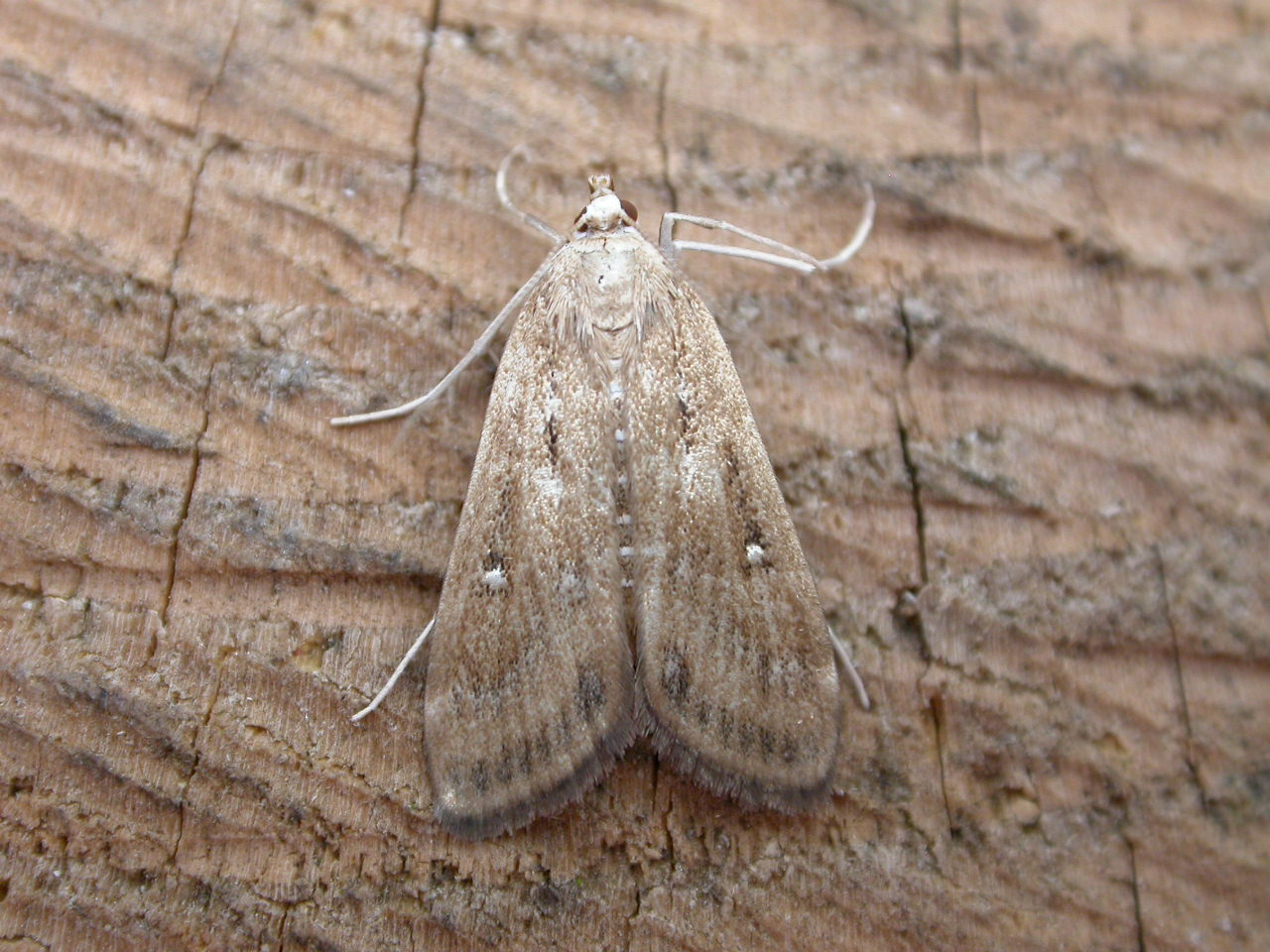
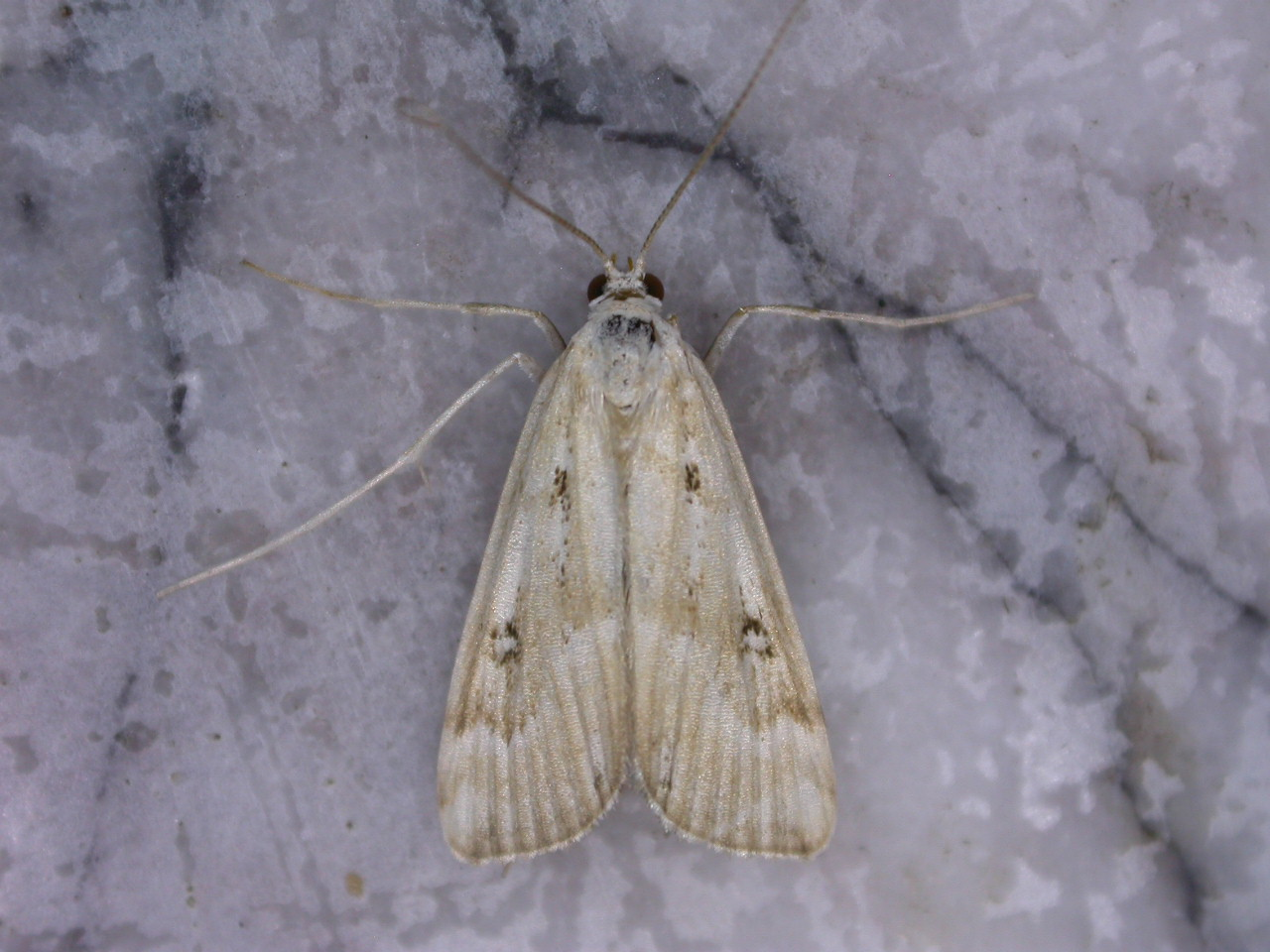
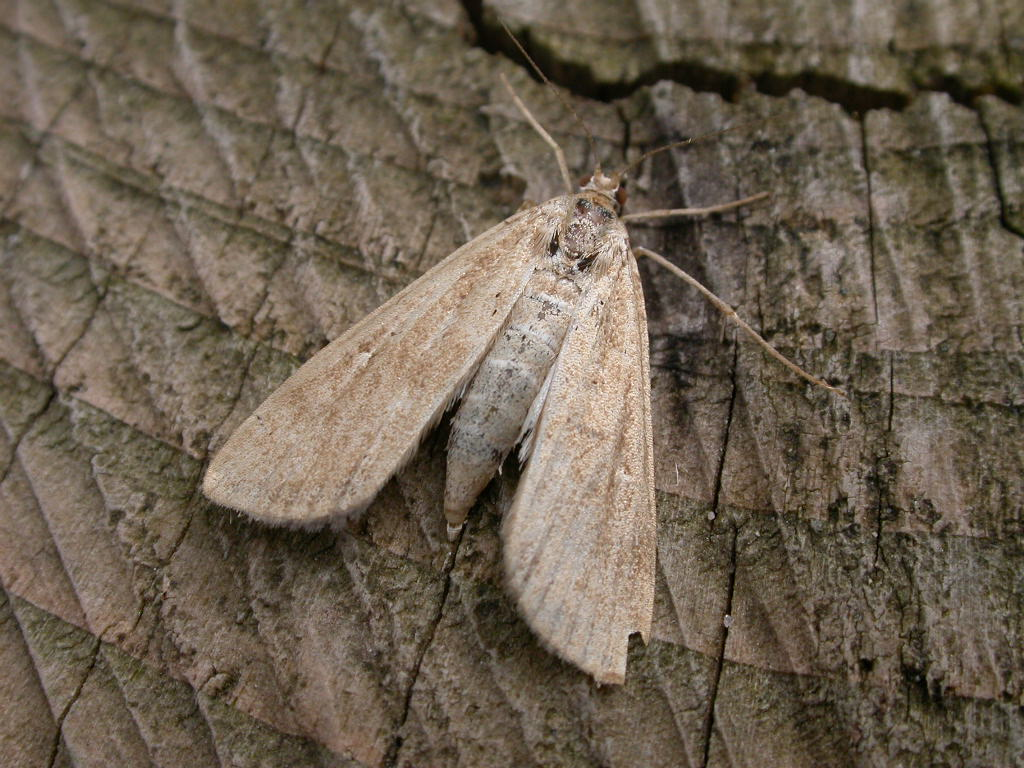